# گای فلچر
گای فلچر (انگلیسی: Guy Fletcher؛ زادهٔ ۲۴ مهٔ ۱۹۶۰) موسیقی‌دان، مهندس صدا، تنظیم‌کننده، تهیه‌کننده موسیقی، نوازنده چند ساز و یکی از دو نوازندهٔ اصلیِ کیبُردز در گروه موسیقی دایر استریتس اهل بریتانیا است. نام او در سال ۲۰۱۸ میلادی در فهرست تالار مشاهیر راک اند رول قرار گرفت.
وی با هنرمندانی چون مارک نافلر، راکسی میوزیک، میک جگر، برایان فری، تینا ترنر، بن ئی. کینگ، امیلو هریس و رندی نیومن همکاری داشته‌است.